# Уан Плюс 6T
OnePlus 6T е Android смартфон на компания OnePlus, представен на 29 октомври 2018 г. в Ню Йорк. Представянето на модела беше проведено от изпълнителния директор на OnePlus Pete Lau (Пит Лау).
По време на представянето в Индия беше поставен рекорд на Гинес, 559 души в различни градове едновременно отвориха кутиите с новия OnePlus 6T.
През декември 2018 г. беше пусната версия OnePlus 6T McLaren Edition.
Серията OnePlus 6T е наследник на серията OnePlus 5T.

## Спецификации
|                     | OnePlus 6T                                                        |
| ------------------- | ----------------------------------------------------------------- |
| Екран (в инча)      | 6.41 Optic AMOLED, 1080 x 2340 px, 19.5:9                         |
| RAM                 | 6/8 GB                                                            |
| Вътрешна памет      | 128/256 GB                                                        |
| Задна камера        | 16+20 MP, автофокус, 4K@30/60fps, 1080p@30/60/240fps, 720p@480fps |
| Предна камера       | 16 MP, 1080p@30fps                                                |
| Процесор            | осемядрен, 4x2.8 GHz Kryo & 4x1.7 GHz Kryo                        |
| Операционна система | Android 9.0 (Pie), OxygenOS 10.3.1                                |
| Размери             | 157.5 x 74.8 x 8.2                                                |
| Тегло               | 185 г                                                             |

### Камера
DxOMark оцени OnePlus 6T на 101 точки. В същото време смартфонът зае 11-о място в класацията на DxOMark, изпреварвайки iPhone X.

## Проблеми
През юни 2019 година стана известно мащабно изтичане на лични данни на потребители, собствениците на OnePlus 6 и OnePlus 6T. Уязвимостта беше открита в приложението Shot on OnePlus. OnePlus пусна ъпдейт за безопасност през юли 2019 година.

## Продажби
OnePlus 6T е първият смартфон на OnePlus, който влиза в официална продажба в САЩ. Първата партида на OnePlus 6T McLaren Edition в Китай беше разпродадена в продължение на 60 секунди след началото на продажбите.